# Scheloribates oryzae
Scheloribates oryzae är en kvalsterart som beskrevs av Wu, Xin och Aoki 1986. Scheloribates oryzae ingår i släktet Scheloribates och familjen Scheloribatidae. Inga underarter finns listade i Catalogue of Life.